# Йожеф Етелька

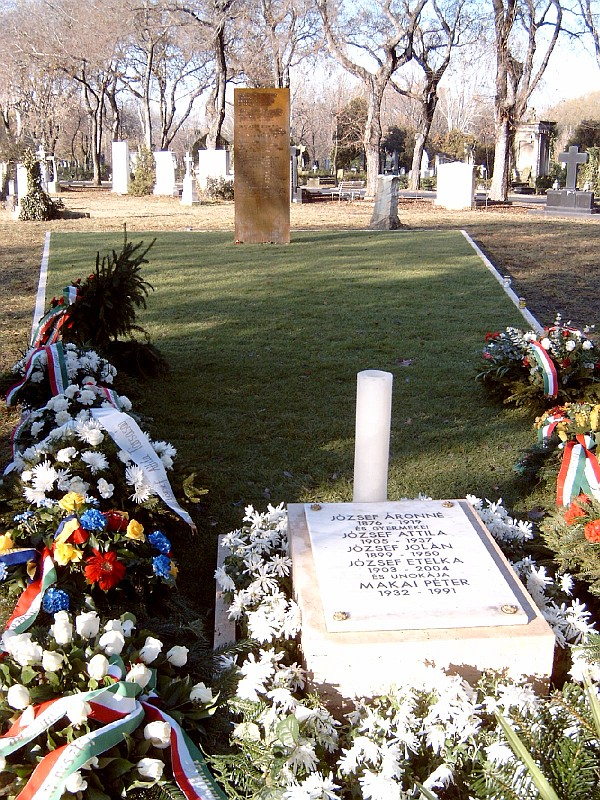
Родинна могила Йожеф Етельки (Будапешт, Національне кладовище)

Йожеф Етелька (угор. József Etelka; 22 березня 1903, Будапешт — 3 квітня 2004, Будапешт) — сестра Аттіли Йожеф, сестра Йолана Йожеф; Третя дружина Едона Макая.

## Життєпис
Народилася 22 березня 1903 року. Батько — Арон Йожеф, мати — Борбала Пече. У дитинстві сім'я жила в багатьох місцях (вулиця Шорокшарі, вулиця Светанай, вулиця Гат, площа Ференца, вулиця Пава, вулиця Галлера).
У липні 1918 року Одтон Макай разом з адвокатом Аттіли провів відпустку в Опатії в рамках дитячої відпустки короля Карла. 
Едон Макай одружився з Етелькою в 26 грудня 1931 року в Будапешті. За домовленістю їх троє дітей, включаючи дизайнера-постановника Петера Макая, дотримувались релігії матері.
Аттіла Йожеф привітав сестру віршем при народженні своїх дітей. 
Столітня Етелька була доглядачем маєтку брата-поета.